# Conus anningae
Conus anningae é uma espécie de caracol marinho, um molusco gastrópode marinho na família Conidae. A concha tem um tamanho de 30mm. Esta espécie é conhecida apenas por fósseis do Plioceno na República Dominicana.